# Fanfilm
En fan film er en kort- og eller spillefilm, der er inspireret af og/eller foregår i samme univers som andre film, tv-serier eller bøger.